# Adam Clark Vroman
 (décembre 2024).
Adam Clark Vroman est un photographe américain né le 15 avril 1856 à LaSalle et mort le 24 juillet 1916 à Altadena. Il est connu pour son travail sur les Nord-Amérindiens.

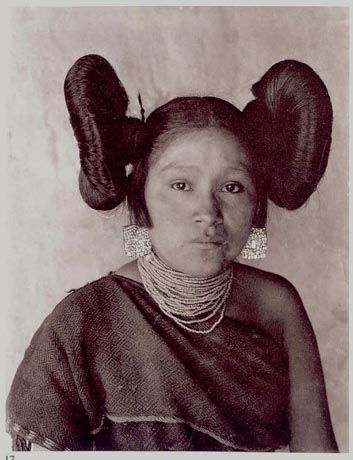
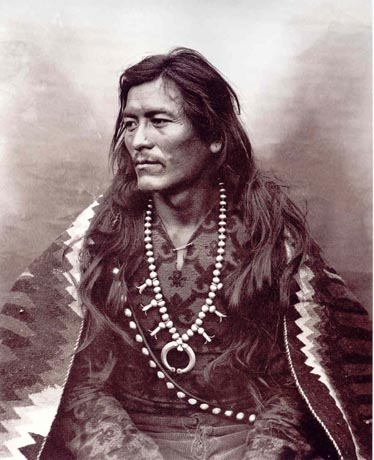
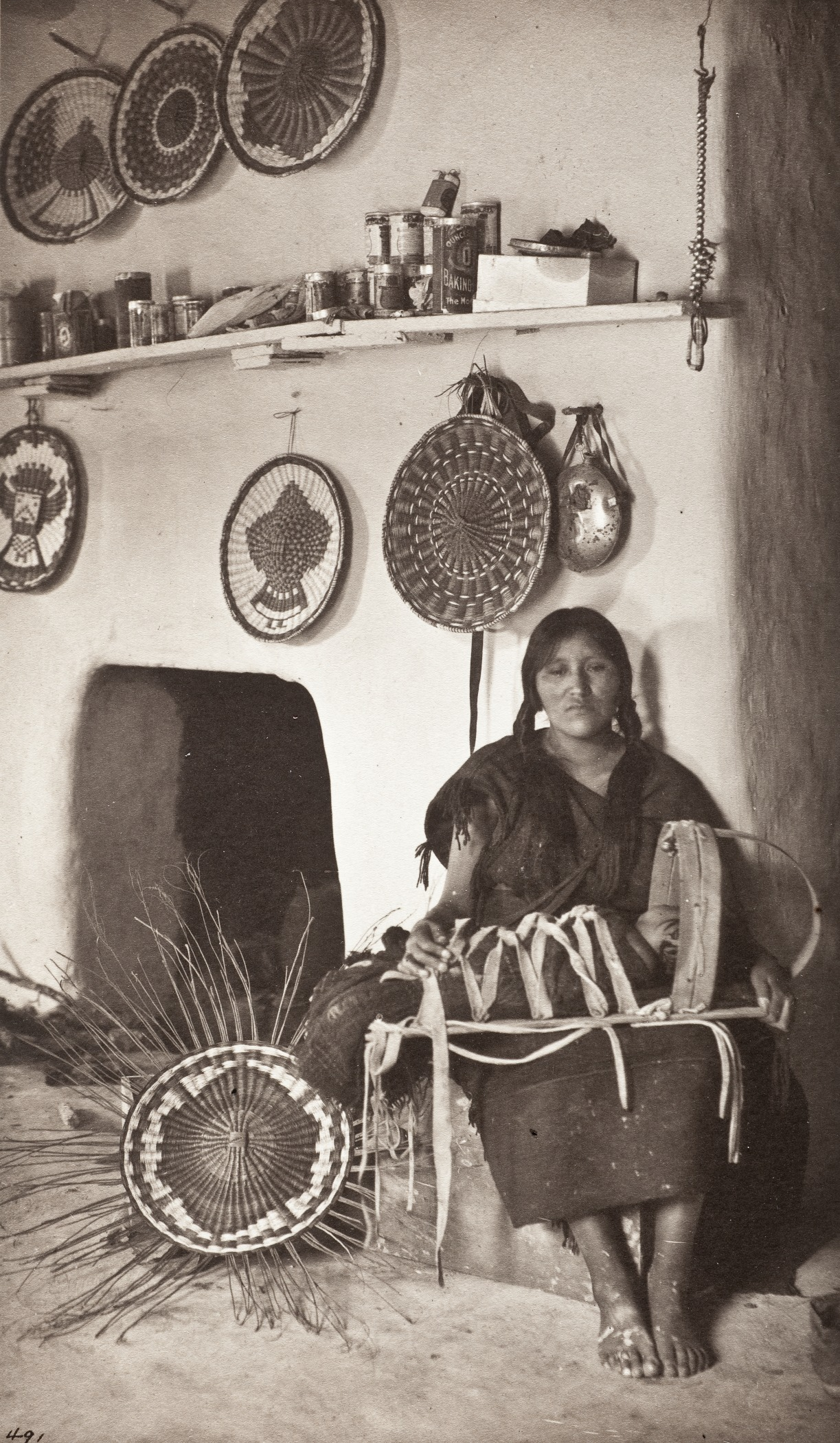
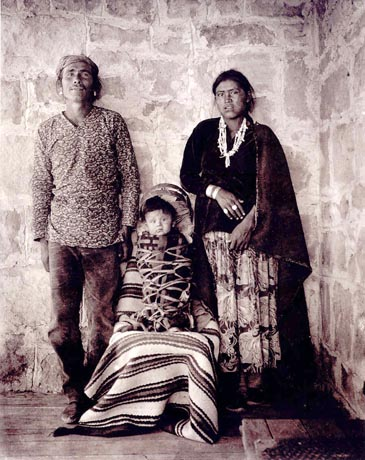